# Xã Marion, Quận Noble, Ohio
Xã Marion (tiếng Anh: Marion Township) là một xã thuộc quận Noble, tiểu bang Ohio, Hoa Kỳ. Năm 2010, dân số của xã này là 671 người.